# SMS Vineta (incrociatore 1897)
La SMS Vineta fu un incrociatore protetto della Kaiserliche Marine appartenente alla classe Victoria Louise. La nave prendeva il nome dalla leggendaria città di Vineta. Prese parte alla crisi venezuelana del 1902-1903, alla prima guerra balcanica e per un breve periodo alla prima guerra mondiale.

## Caratteristiche tecniche

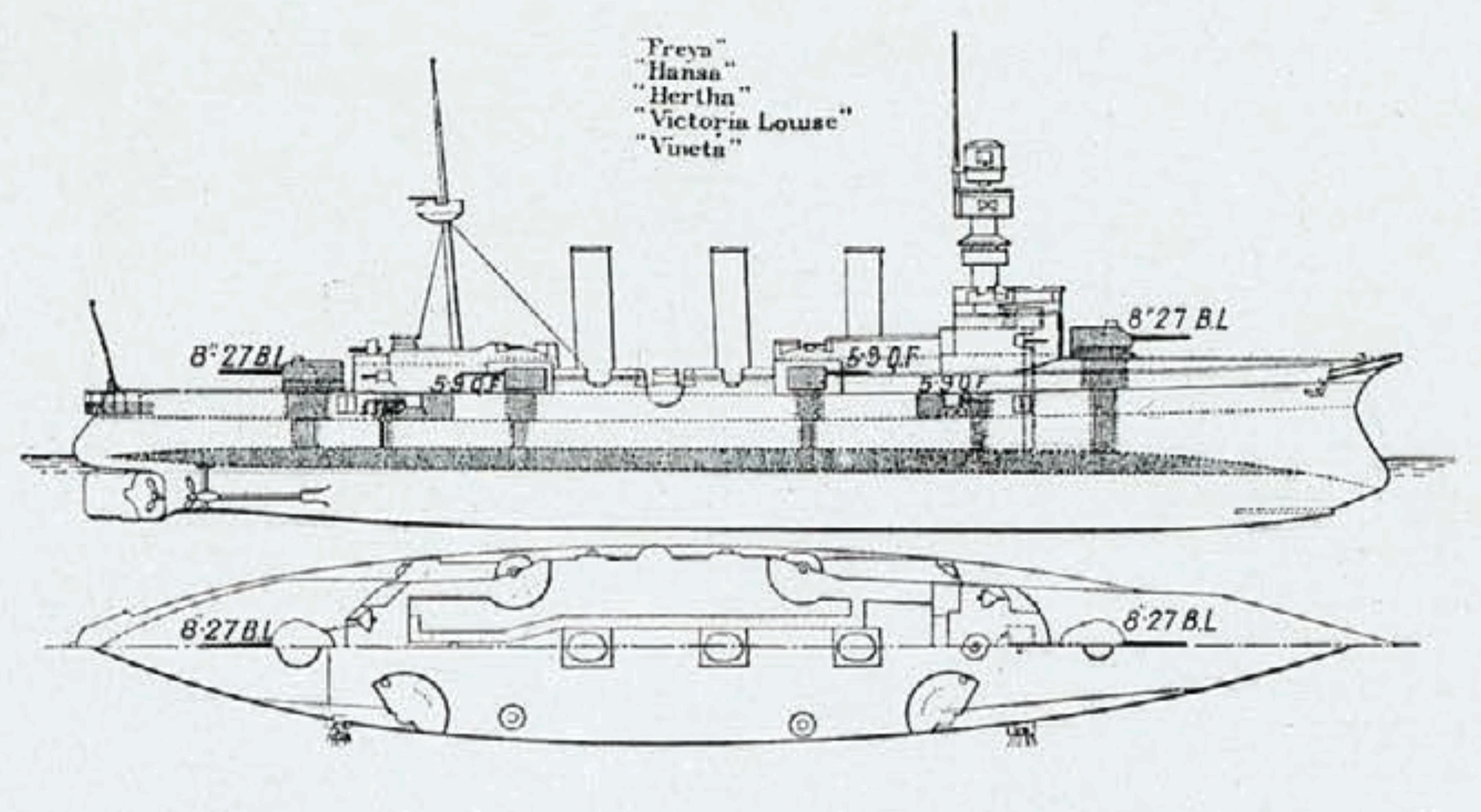
Schema di massima della classe Victoria Louise

Le navi della classe Victoria Louise avevano dimensioni leggermente diverse. In particolare, la Vineta e la Hansa, le ultime due costruite, erano lunghe 110,5 m, larghe 17,6 m, con un pescaggio da 7,08 m a 7,34 m ed un dislocamento che variava dalle 5.885 t di progetto alle 6.705 t a pieno carico. Invece la Victoria Louise, la Hertha e la Freya erano lunghe 110,6 m, larghe 17,4 m con un pescaggio da 6,58 m a 6,93 m ed un dislocamento che variava dalle 5.660 t di progetto alle 6.491 t a pieno carico.
Il sistema di propulsione era identico su tutte le navi e consisteva in tre motori a vapore quadricilindri a tripla espansione costruiti dalla AG Vulcan che spingevano ognuno un'elica. A variare erano però le caldaie. Nel caso della Vineta si trattava di 12 caldaie Dürr.
Assieme alla Hansa, la Vineta era la nave più lenta della sua classe, raggiungeva infatti i 18,5 nodi (34,3 km/h; 21,3 mph) contro i 19,5 nodi (36,1 km/h; 22,4 mph) delle sorelle.
La Vineta, così come la Hansa e la Freya, era dotata di tre generatori di energia elettrica che erogavano 169-183 kW (227-245 hp) a 110 Volt.

## Costruzione ed ammodernamento
La Vineta, indicata sul contratto di ordinazione come "M", fu impostata nei cantieri della Kaiserliche Werft di Danzica nel 1896.
Varata il 9 dicembre 1897, dopo i lavori di completamento entrò in servizio nella Kaiserliche Marine il 13 settembre 1899. Costò al governo tedesco 10.714.000 Goldmark. Come per tutte le navi della sua classe fu sottoposta a lavori di ammodernamento, che nel caso della Vineta furono eseguiti sempre nei cantieri della Kaiserliche Werft di Danzica e si protrassero dal 1909 al 1911.

## Servizio

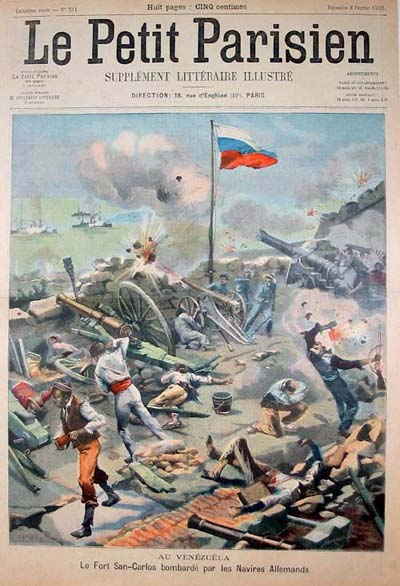
Copertina de Le Petit Parisien dedicata al bombardamento di Forte San Carlos

Dopo l'entrata in servizio nel 1899, la Vineta fu inviata all'estero ai comandi del capitano Hermann Da Fonseca-Wollheim.
La nave fu stanziata nelle Americhe assieme all'incrociatore leggero Geier e alla cannoniera Luchs.
Nel maggio 1900 la Vineta ispezionò l'Isola di Margarita per valutarne le potenzialità come possibile base navale, ma il porto fu ritenuto insufficiente allo scopo.
A seguito del rifiuto da parte del presidente venezuelano Cipriano Castro di pagare il debito estero ed i danni subiti a cittadini europei durante la recente guerra civile venezuelana del 1890, il governo tedesco inviò la Vineta, l'incrociatore leggero Falke in Venezuela come dimostrazione di forza.
A partire dal dicembre 1902, con lo scoppio della crisi venezuelana, la Vineta si unì al contingente tedesco impegnato nel blocco navale. Il 13 dicembre una nave mercantile britannica il suo equipaggio furono arrestati da forze venezuelane, in risposta le forze britanniche bombardarono le fortificazioni di Puerto Cabello, coinvolgendo nell'attacco anche la Vineta. Nel corso dell'attacco, alla Vineta fu affidato il compito di bombardare le fortezze Libertador e Solano Vigia.
Nel gennaio 1903 la cannoniera Panther attaccò Forte San Carlos, a Maracaibo, venendo però respinta. Il 21 gennaio fu inviata la Vineta, che dopo un bombardamento di 8 ore ridusse Forte San Carlos ad un cumulo di macerie in fiamme.
Nel 1903 esplose uno dei depositi munizioni, contenente proiettili da 15 cm, ma la nave non subì danni gravi. Tuttavia l'incidente ebbe conseguenze significative nel lungo termine in quanto ci si accorse della pericolosità del propellente dei proiettili quando esso era in stato volatile. Questo spinse i tedeschi a ricercare e a creare un nuovo tipo di esplosivo da impiegare come propellente. Tale nuovo esplosivo, impiegato a partire dal 1914, si rivelò più stabile e contribuì a salvare dalla distruzione parecchi incrociatori da battaglia tedeschi i cui depositi munizioni furono colpiti nel corso della prima guerra mondiale.
Nel gennaio 1904 la Vineta visitò New Orleans col resto dello squadrone americano, che a quel tempo comprendeva la Falke, la Panther e la Gazelle.
La Vineta fu distaccata dallo squadrone americano e tornò in Germania nel 1905.
A partire dal 1908 fu impiegata come nave scuola, in particolare per l'addestramento all'impiego di siluri. Nel 1909 iniziarono i lavori di ammodernamento, che ebbero luogo nei cantieri della Kaiserliche Werft di Danzica. Furono installate nuove caldaie e gli originari tre fumaioli furono ridotti a due. I lavori terminarono nel 1911 e nello stesso anno la Vineta divenne una nave scuola per cadetti.
Nell'autunno 1912 assieme alla nave sorella Hertha intraprese una crociera nel Mediterraneo occidentale. Nella stessa zona era di stanza il vecchio incrociatore leggero Geier.
Allo scoppio della prima guerra balcanica, con le truppe del Suhopătni vojski na Bălgarija pronte a marciare su Costantinopoli, le grandi potenze europee decisero di dispiegare una forza navale per garantire la sicurezza dei cittadini stranieri che si trovavano nei territori dell'Impero ottomano. La Vineta e la Goeben furono inviate a Costantinopoli come parte della flotta internazionale, che sbarcò a terra circa 3.000 tra ufficiali e soldati. La forza fu ritirata a Creta quando sembrava imminente una fine delle ostilità, ma a febbraio i combattimenti erano ancora in corso e l'isola fu occupata dalla Grecia.
Il 23 gennaio 1914, mentre la Vineta era di stanza ad Haiti, il presidente Michel Oreste lasciò l'incarico. Oreste tentò di rifugiarsi sulla Vineta, nel frattempo l'incrociatore statunitense Montana sbarcò dei marines a Port-au-Prince col compito di prevenire eventuali disordini nella capitale. Come per le altre navi della sua classe, la Vineta servì solo brevemente nella prima guerra mondiale. Allo scoppio delle ostilità fu mobilitata nel V. Aufklärungsgruppe e, di stanza nel Mar Baltico, assegnata alla formazione dei cadetti. Alla fine del 1914 insieme alle navi sorelle fu rimossa dal servizio.
Successivamente fu impiegata come nave da difesa costiera. Dopo il 1915 fu trasferita ai Kaiserliche Werft di Kiel ed impiegata come nave caserma. Nel 1916 fu disarmata. Radiata il 6 dicembre 1919, nello stesso anno fu venduta ai cantieri di Amburgo. Fu demolita l'anno successivo.